# 9525 Amandasickafoose
A 9525 Amandasickafoose (ideiglenes jelöléssel (9525) 1981 EF11) a Naprendszer kisbolygóövében található aszteroida. Schelte J. Bus fedezte fel 1981. március 1-jén.